# San Martino in Strada

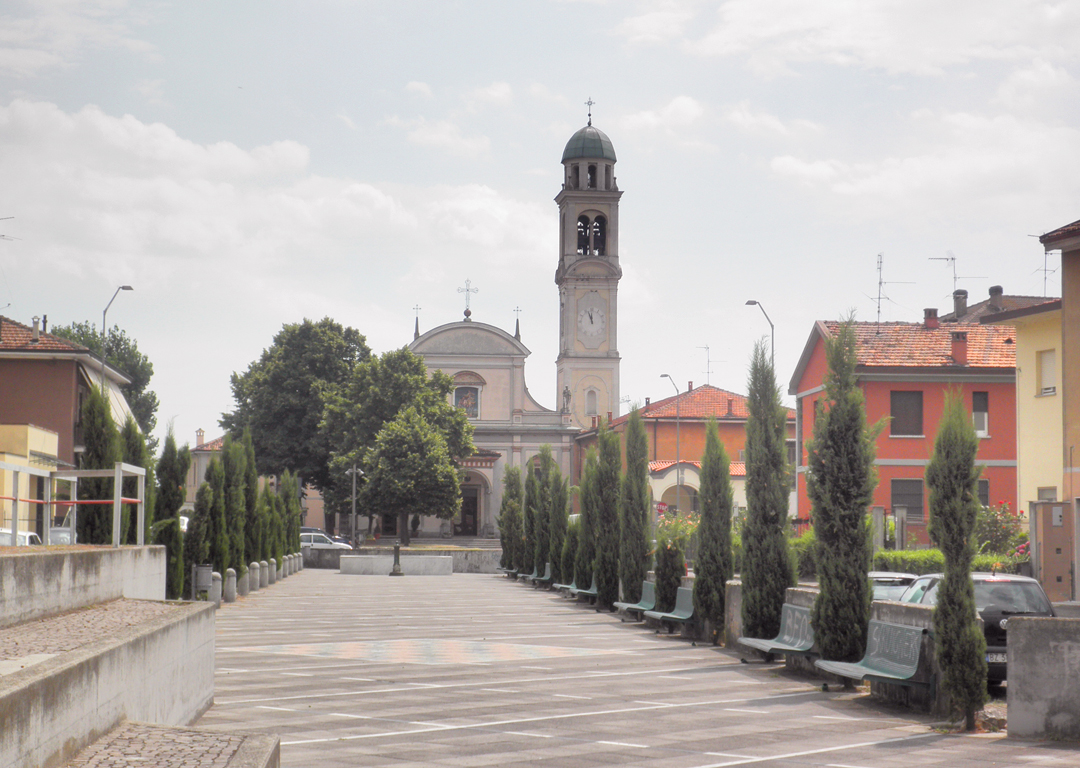
San Martino in Strada

San Martino in Strada is een gemeente in de Italiaanse provincie Lodi (regio Lombardije) en telt 3595 inwoners (31-12-2004). De oppervlakte bedraagt 13,1 km², de bevolkingsdichtheid is 251 inwoners per km².
De volgende frazioni maken deel uit van de gemeente: Sesto, Ca' del Conte.

## Demografie
San Martino in Strada telt ongeveer 1441 huishoudens. Het aantal inwoners steeg in de periode 1991-2001 met 18,4% volgens cijfers uit de tienjaarlijkse volkstellingen van ISTAT.
| Jaar | Inwoneraantal |
| ---- | ------------- |
| 1991 | 2885          |
| 2001 | 3417          |

## Geografie
De gemeente ligt op ongeveer 73 m boven zeeniveau.
San Martino in Strada grenst aan de volgende gemeenten: Lodi, Corte Palasio, Cavenago d'Adda, Cornegliano Laudense, Massalengo, Ossago Lodigiano.